# Hulsanpes
Hulsanpes ("noha z lokality Chulsan") byl rod unenlagiidního (dříve dromeosauridního) dinosaura, který žil v období svrchní křídy (stupeň kampán nebo maastricht, asi před 71 až 68 miliony let) na území dnešního Mongolska (Jihogobijský ajmag). Fosilie tohoto menšího teropoda o velikosti dnešní slepice byly objeveny polsko-mongolskou expedicí v roce 1970 a popsány polskou paleontoložkou Halszkou Osmólskou v roce 1982, a to ze souvrství Barun Goyot v poušti Gobi. Holotyp nese označení ZPAL MgD-I/173 a sestává z fragmentů kostí dolní končetiny a části mozkovny nedospělého exempláře.

## Nové výzkumy
V roce 2017 byla pro tento taxon stanovena nová podčeleď Halszkaraptorinae, do které patří ještě rody Natovenator, Mahakala a Halszkaraptor. V květnu 2018 byla publikována studie s kompletní redeskripcí tohoto taxonu (jedním z autorů je i český paleontolog Daniel Madzia). Výsledek opět potvrzuje, že se jedná o dromeosaurida příbuzného rodu Mahakala a spadajícího do podčeledi Halszkaraptorinae.